# 15 cm Kanone 18
15 cm Kanone 18 – niemiecka ciężka armata polowa i działo artylerii nadbrzeżnej z okresu II wojny światowej. Działo zostało zaprojektowane w tym samym czasie co haubica 15 cm sFH 18 i obie te konstrukcje używały tego samego podwozia. Długolufowe działo oferowało znakomitą donośność, prawie 25 km, ale było bardzo ciężkie i nieporęczne do przewożenia, z powodu znacznej długości nie mogło być holowane w całości. Drugą wadą działa była niska szybkostrzelność wynosząca tylko 2 strzały na minutę.
Armata K.18 miała łoże kołowe, jednoogonowe. Zamek klinowy. Zasilanie amunicją składaną (3 ładunki). Trakcja motorowa, do transportu armata była rozkładana (osobno przewożono lufę, osobno łoże).
Większość K 18 zostało użytych w fortyfikacjach Wału Atlantyckiego.